# Солдатово (Гвардейский район)
Солдатово — посёлок в Гвардейском городском округе Калининградской области. Входит в состав Зоринского сельского поселения.

## Население
| 2002 | 2010 |
| ---- | ---- |
| 86   | ↗102 |